# Ermedin Demirović
Ermedin Demirović (ur. 25 marca 1998 w Hamburgu) – bośniacki piłkarz, występujący na pozycji napastnika w niemieckim klubie VfB Stuttgart oraz w reprezentacji Bośni i Hercegowiny.

## Kariera klubowa

### Kariera w Niemczech i wypożyczenia
Demirović rozpoczął karierę piłkarską w młodzieżowej drużynie Hamburger SV, skąd trafił do rezerw RB Lipsk. W 2017 roku dołączył do składu hiszpańskiego Deportivo Alavés, który rok później wypożyczył go do FC Sochaux-Montbéliard, następnie do Almerii, i w końcu do FC Sankt Gallen. Od 2020 roku był zawodnikiem Freiburga. W lipcu 2022 roku piłkarz opuścił SC Freiburg na zasadzie wolnego transferu oraz trafił do ligowego rywala FC Augsburg.

### VfB Stuttgart
16 lipca 2024 roku za kwotę 21 milionów euro dołączył do niemieckiego VfB Stuttgart.

## Kariera reprezentacyjna
Młodzieżowy oraz seniorski reprezentant Bośni i Hercegowiny.  W seniorskiej reprezentacji zadebiutował 24 marca 2021 w zremisowanym 2:2 meczu z Finlandią w Helsinkach.